# Palilula városi község
Palilula városi község (szerbül Градска општина Палилула / Gradska opština Palilula) Szerbia fővárosának, Belgrádnak az egyik közigazgatási egysége a város északi részén.

## Földrajza
Belgrád legnagyobb területű községe a Duna két partján helyezkedik el. A nagyobbik, északi, síkvidéki, balparti része a Bánságban fekszik. Ennek nyugati és déli határa a Duna, keleti pedig a Temes. A kisebbik, déli, dimbes-dombos, jobbparti része Šumadija régióban található.

## Részei
| Palilula városi község térképe                                | |
| Északi városi jellegű negyedek                                | Északi falusi jellegű övezetek |
| - Bárányos (Ovča) - Borcsa (Borča)                            | - Almásrét (Jabučki Rit) - Besni Fok - Borča Greda - Borcsarét (Kovilovo) - Crvenka - Galagonyásrét (Glogonjski Rit) - Dunavac - Padinska Skela - Vrbovski |
| Déli városi jellegű negyedek                                  | Déli falusi jellegű övezetek |
| - Ada Huja - Karaburma - Krnjača - Palilula - Višnjička Banja | - Slanci - Veliko Selo |

## Helyi közösségek

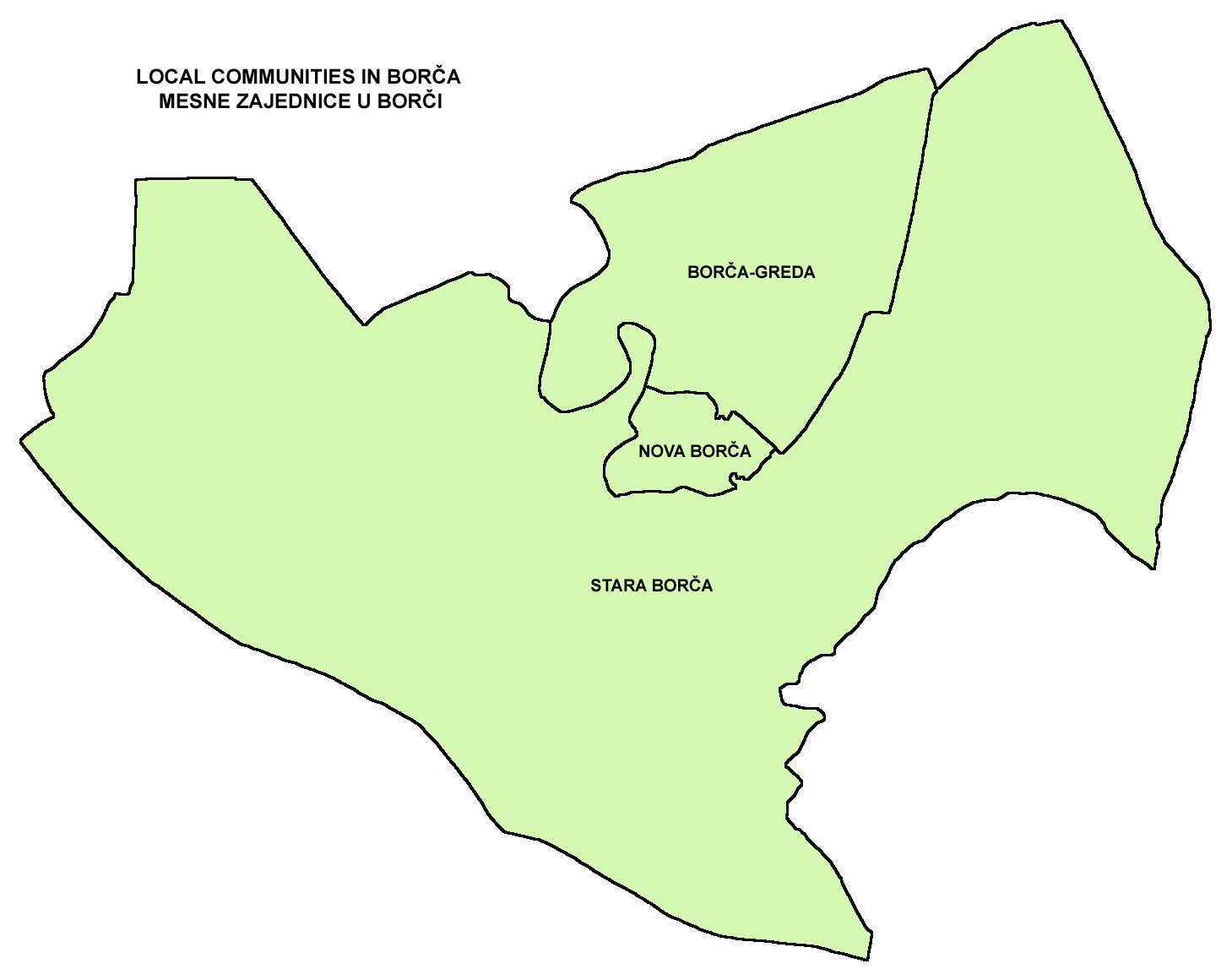
Borcsa
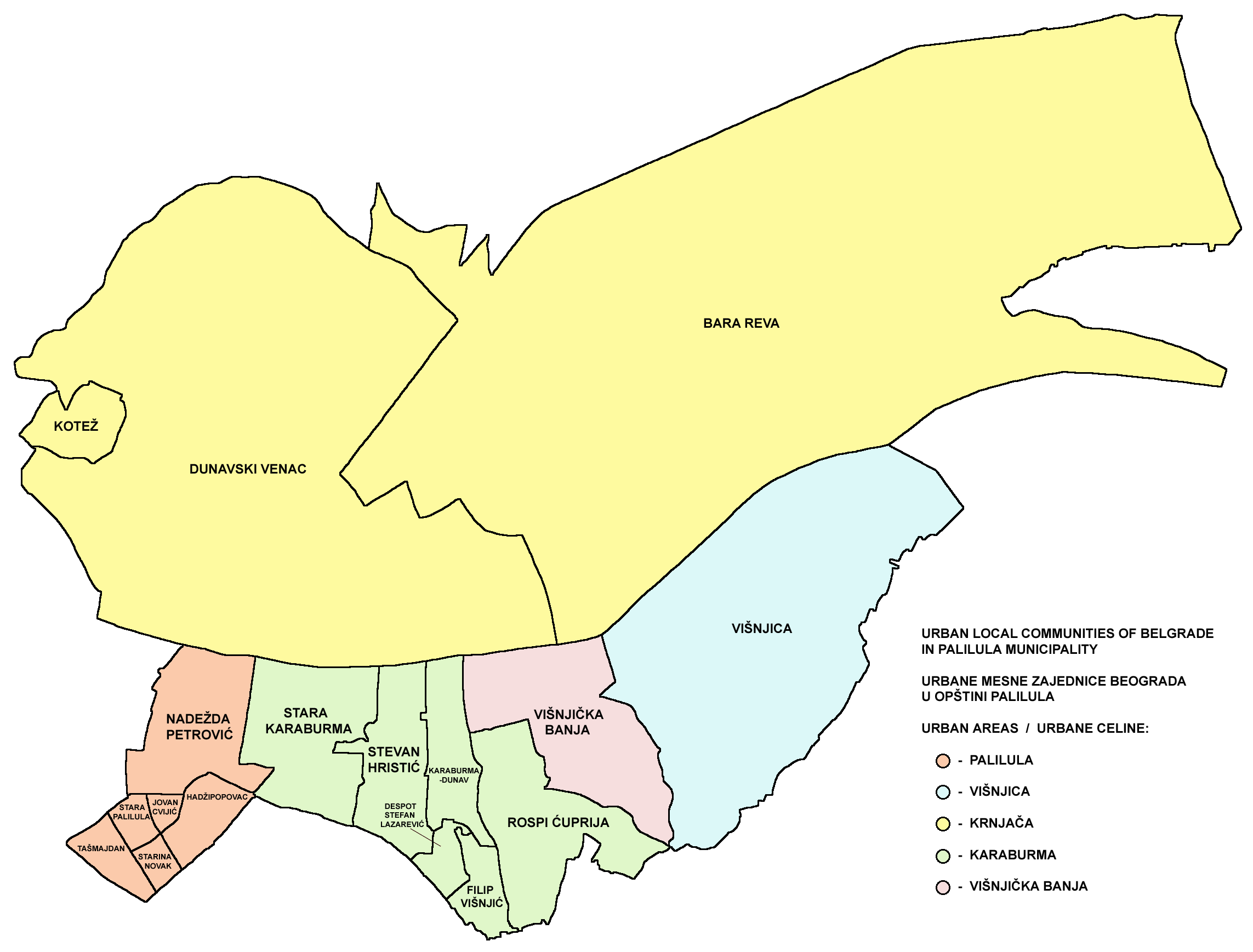
Déli részek

## Külső hivatkozások
- Honlap

1. ↑  2022 Serbia Census